# Веренці
Ве́ренці (болг. Веренци) — село в Тирговиштській області Болгарії. Входить до складу общини Омуртаг.

## Населення
За даними перепису населення 2011 року у селі проживали 407 осіб.
Національний склад населення села:
| Національність   | Кількість осіб | Відсоток |
| ---------------- | -------------- | -------- |
| турки            | 390            | 95,8%    |
| болгари          | 14             | 3,4%     |
| цигани           | 3              | 0,7%     |
| інша             | 0              | 0%       |
| не визначились   | 0              | 0%       |
| Всього відповіли | 407            |          |

Розподіл населення за віком у 2011 році:
Динаміка населення: